# Pentagonaster duebeni
Espèce
Pentagonaster duebeni est une espèce d’étoiles de mer de la famille des Goniasteridae.

## Caractéristiques
C'est une Goniasteridae très caractéristique, avec un corps aplati et anguleux qui lui donne un aspect de biscuit. Les plaques abactinales sont rondes, lisses et en léger relief, soit de couleur rouge vif aux sutures claires, soit oranges aux sutures brunes. La ceinture marginale est bien distincte, composée de deux séries simples (supéromarginales et inféromarginales) de grosses plaques grossièrement rectangulaires. 

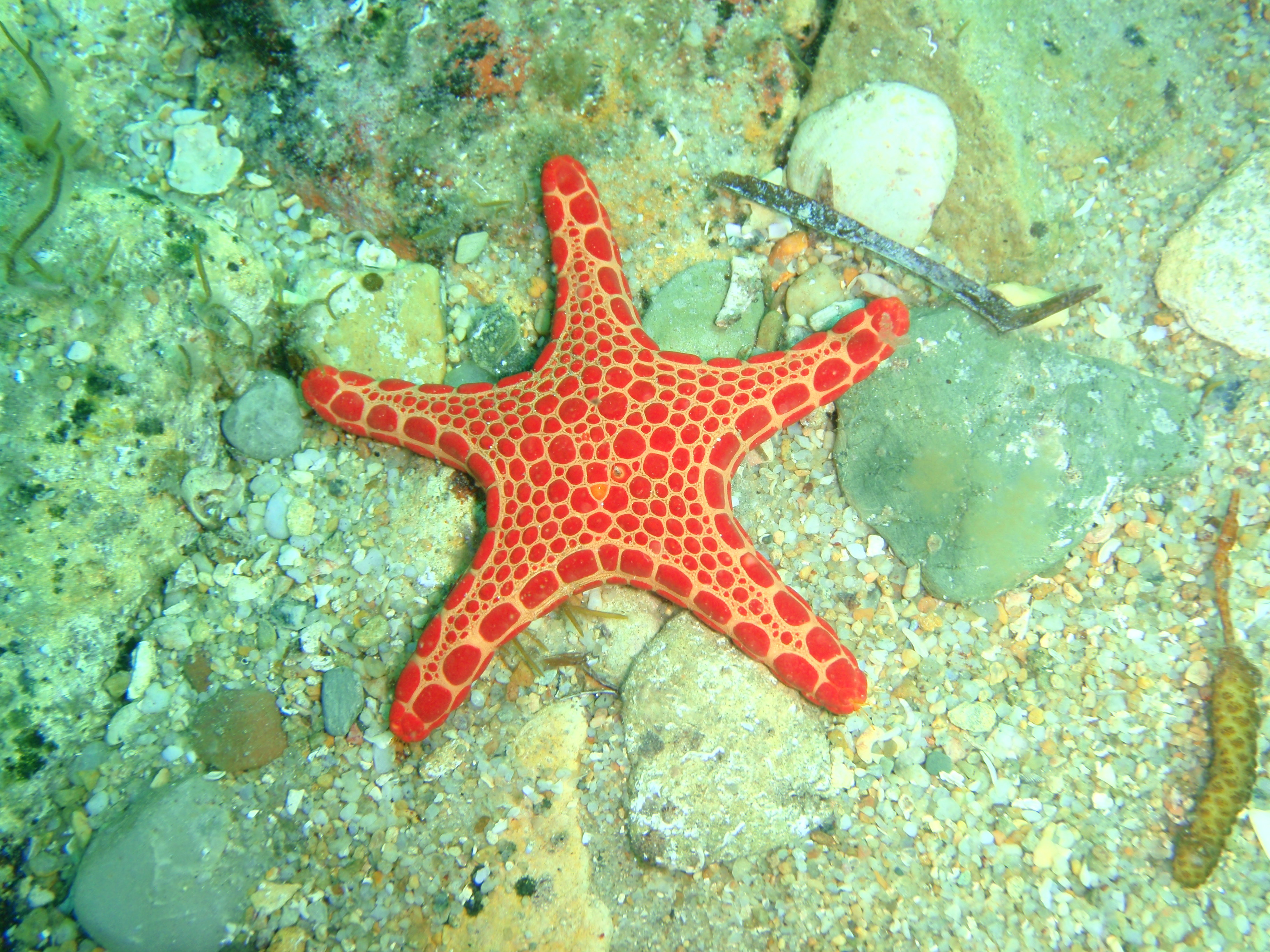
Face aborale d'un spécimen rouge
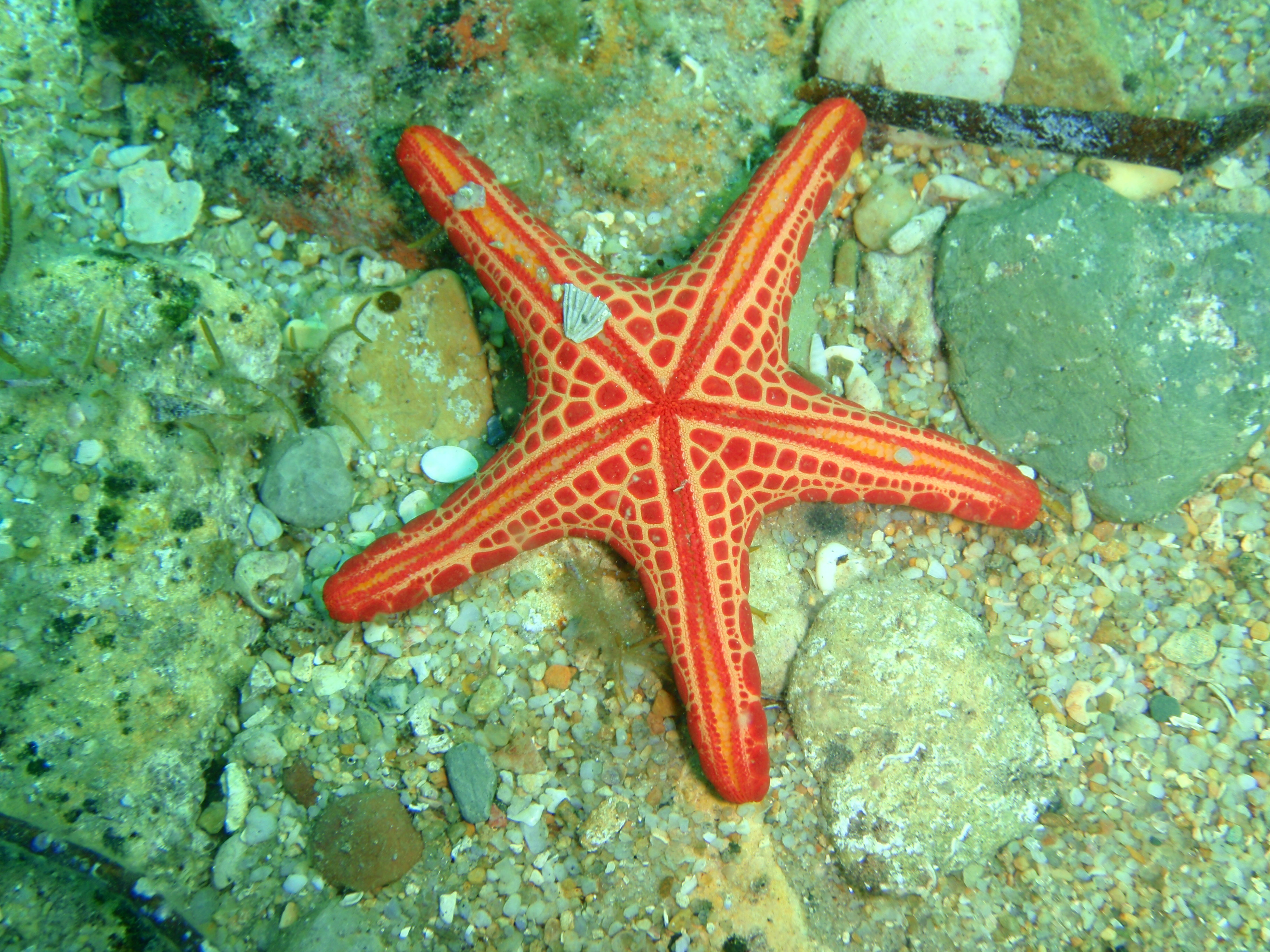
Face orale d'un spécimen rouge
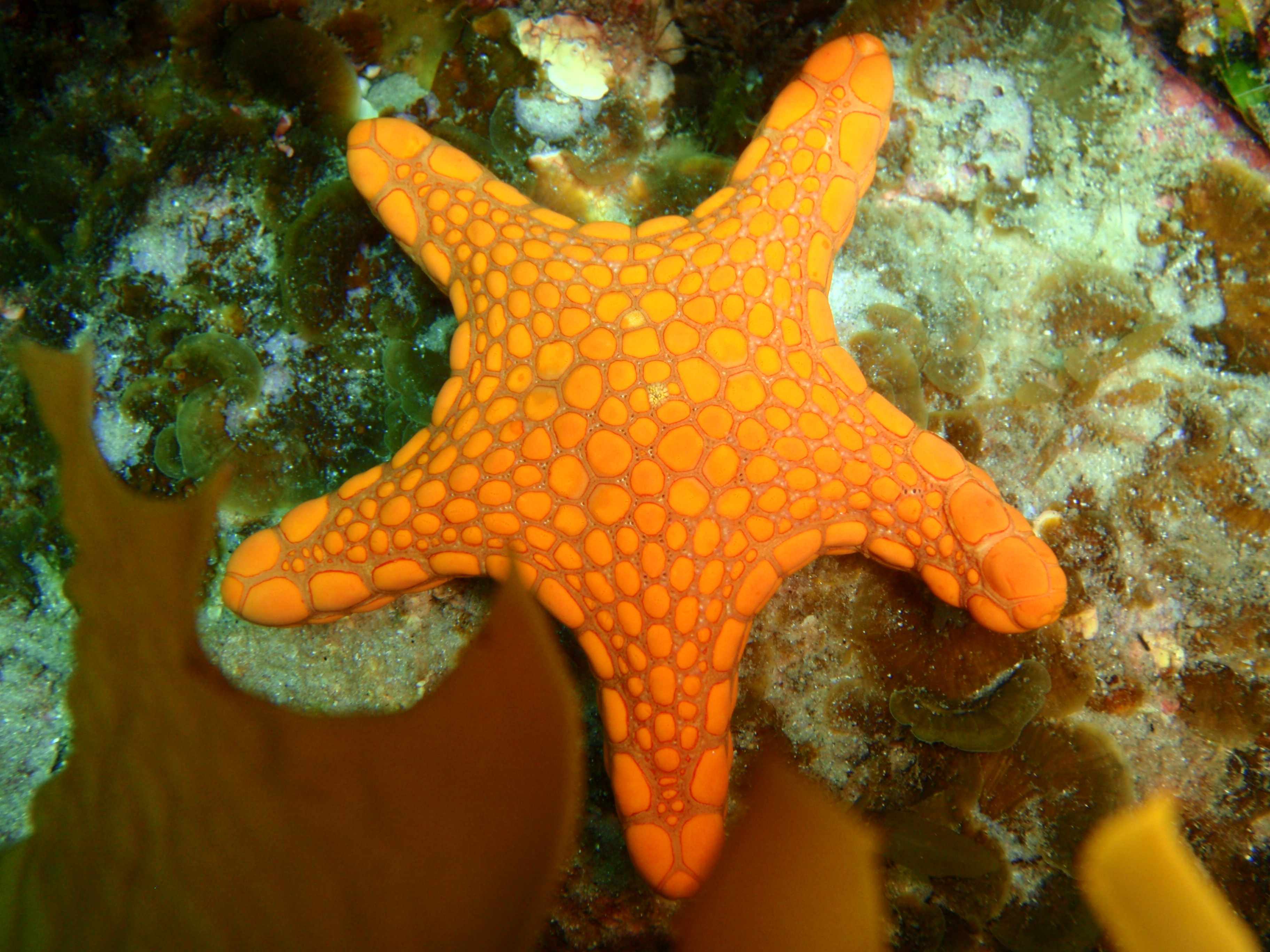
Face aborale d'un spécimen orange
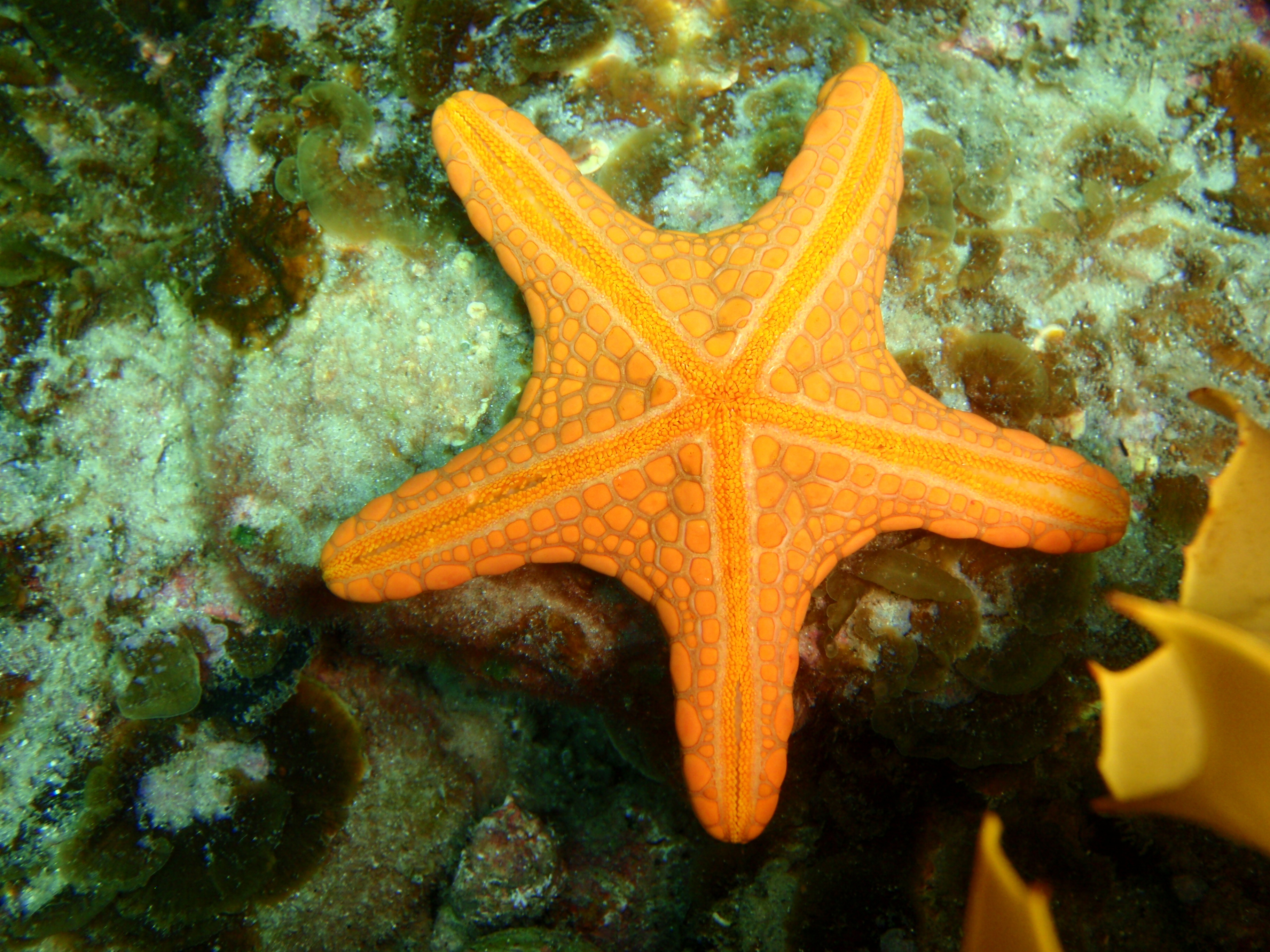
Face orale d'un spécimen orange

Cette espèce ressemble beaucoup à Anchitosia queenslandensis (plus petite et aux bras moins longs), toutefois la répartition les distingue : Anchitosia queenslandensis est tropicale, et Pentagonaster dubeni australe et tempérée. 

## Répartition
On trouve cette étoile dans toute l'Australie tempérée.